# Musikåret 1894

## Händelser
- 14 mars – Carl Nielsens första symfoni uruppförs i Köpenhamn av Det Kongelige Kapel under ledning av Johan Svendsen.
- 8 april – Anton Bruckners Symfoni nr 5 uruppförs i Graz.
- 8 november – Amerikansk musiktidningen Billboard börjar utges.[1][2]
- 22 december – Prélude à l'après-midi d'un faune av Claude Debussy uruppförs i Paris.

## Klassisk musik
- Adolphe Samuel – Symfoni nr 7, op. 48[3]
- Wilhelm Stenhammar – Stråkkvartett nr 1 i C-dur, op. 2[4]

## Födda
- 31 januari–- Isham Jones, amerikansk jazzsaxofonist, bandledare och kompositör.
- 27 februari – Carl-Gunnar Wingård, svensk skådespelare och sångare.
- 11 mars – Johnny Schönning, svensk violinist och spelman.
- 13 april – Ludvig Irgens-Jensen, norsk tonsättare.
- 15 april – Bessie Smith, amerikansk jazz- och bluessångare.
- 5 maj – Artur Rolén, svensk skådespelare, sångare och revyartist.
- 6 maj – Eric Laurent, svensk skådespelare och sångare.
- 10 maj – Dimitri Tiomkin, rysk-amerikansk tonsättare och dirigent.
- 1 juni – Percival Mackey, engelsk pianist och kompositör.
- 10 juli – Jimmy McHugh, amerikansk kompositör och sångtextförfattare.
- 21 juli – Waldemar Åhlén, svensk organist, musiklärare och tonsättare.
- 15 augusti – Harry Akst, amerikansk låtskrivare.
- 9 september – Arthur Freed, amerikansk kompositör, textförfattare och filmproducent.
- 25 september – Lars Egge, svensk operettsångare, skådespelare och teaterchef.
- 16 oktober – Josef Hedar, svensk kyrkomusiker, tonsättare och musikforskare.
- 27 oktober – Agda Helin, svensk skådespelare och sångare.
- 30 oktober – Peter Warlock, brittisk tonsättare.
- 30 december – Vincent Lopez, amerikansk pianist och orkesterledare.
- 31 december – Ernest John Moeran, brittisk tonsättare.

## Avlidna
- 21 januari – Guillaume Lekeu, 24, belgisk tonsättare.
- 4 februari – Adolphe Sax, 79, belgisk instrumentmakare.
- 11 februari – Emilio Arrieta, 70, spansk tonsättare.
- 12 februari – Hans von Bülow, 64, tysk dirigent, tonsättare och pianist.
- 7 mars – Abraham Baer, 59, svensk kantor, tonsättare och musikforskare.
- 21 mars – Jakob Rosenhain, 80, tysk pianist och tonsättare.
- 13 april
  - Marie Carandini, 68, australiensisk operasångare.
  - Philipp Spitta, 52, tysk musikskriftställare.
- 1 juni – Fredrik Wilhelm Klint, 83, svensk organist, musiklärare och tonsättare.
- 23 juni – Marietta Alboni, 68, italiensk sångare (alt).
- 9 juli – Juventino Rosas, 26, mexikansk violinist och kompositör.
- 15 juli – Amanda Maier-Röntgen, 41, svensk violinist och tonsättare.
- 13 september – Emmanuel Chabrier, 53, fransk tonsättare.
- 20 november – Anton Rubinstein, 64, rysk tonsättare.

### Fotnoter
1. ↑  Godfrey, Donald G.; Leigh, Frederic A. (1998). Historical dictionary of American radio. Westport, CT: Greenwood Press. ISBN 978-0-313-29636-9
2. ↑  Schlager, Ken (13 december 2005). ”Billboard History”. web.archive.org. Arkiverad från originalet den 13 december 2005. https://web.archive.org/web/20051213024449/http://www.billboard.com/bbcom/about_us/bbhistory.jsp. Läst 10 februari 2010.
3. ↑  Dewilde, Jan; Schrooten (översättning), Marjan (2006). ”Notes to Samuel Symphony 6”. Musikproduktion Hoeflich. Arkiverad från originalet den 23 september 2006. https://web.archive.org/web/20060923090450/http://www.musikmph.de/musical_scores/prefaces/S-Z/samuel_sym6.html. Läst 19 januari 2009.
4. ↑  Edition Silvertrust Online Notes for this Score